# Sivagiri
Sivagiri là một thị xã panchayat của quận Erode thuộc bang Tamil Nadu, Ấn Độ.

## Địa lý
Sivagiri có vị trí 9°20′B 77°26′Đ / 9,33°B 77,43°Đ Nó có độ cao trung bình là 165 mét (541 feet).

## Nhân khẩu
Theo điều tra dân số năm 2001 của Ấn Độ, Sivagiri có dân số 16.285 người. Phái nam chiếm 51% tổng số dân và phái nữ chiếm 49%. Sivagiri có tỷ lệ 65% biết đọc biết viết, cao hơn tỷ lệ trung bình toàn quốc là 59,5%: tỷ lệ cho phái nam là 75%, và tỷ lệ cho phái nữ là 55%. Tại Sivagiri, 9% dân số nhỏ hơn 6 tuổi.